# روبن پاگنانینی
روبن پاگنانینی (انگلیسی: Rubén Pagnanini؛ زادهٔ ۳۱ ژانویهٔ ۱۹۴۹) یک بازیکن فوتبال اهل آرژانتین است.
از باشگاه‌هایی که در آن بازی کرده‌است می‌توان به اتلتیکو ایندپندینته، آرژانتینوس جونیورز و استودیانتس اشاره کرد.
وی همچنین در تیم ملی فوتبال آرژانتین بازی کرده‌است.